# Pawłowskij (Kraj Krasnodarski)
Pawłowskij (ros. Павловский) – chutor w Rosji, w Kraju Krasnodarskim, w rejonie krymskim. W 2010 liczył 1091 mieszkańców.